# Cornufer mimicus
Cornufer mimicus es una especie de anfibios de la familia Ceratobatrachidae.

## Distribución geográfica
Es endémica de Nueva Bretaña (Papúa Nueva Guinea). 